# Renata Zarazúa
Renata Zarazúa (* 30. September 1997 in Mexiko-Stadt) ist eine mexikanische Tennisspielerin.

## Karriere
Zarazúa spielt hauptsächlich auf der ITF Women’s World Tennis Tour, auf der sie bisher 16 Doppel- und sechs Einzeltitel gewinnen konnte. Bei den Olympischen Jugend-Sommerspielen 2014 erreichte sie zusammen mit ihrer US-amerikanischen Partnerin Sofia Kenin den vierten Platz in der Doppelkonkurrenz.
Im Februar 2015 spielte sie erstmals für die mexikanische Fed-Cup-Mannschaft; sie wurde gegen Bolivien im Doppel eingesetzt, das sie mit ihrer Partnerin Victoria Rodríguez gewinnen konnte. Inzwischen stehen in ihrer Fed-Cup-Bilanz 14 Siege und 11 Niederlagen zu Buche.
Ihr Großonkel ist der ehemalige Tennisspieler Vicente Zarazúa.

## Turniersiege

### Einzel
| Nr. | Datum              | Turnier    | Kategorie      | Belag     | Finalgegnerin             | Ergebnis       |
| --- | ------------------ | ---------- | -------------- | --------- | ------------------------- | -------------- |
| 1.  | 3. April 2016      | León       | ITF $10.000    | Hartplatz | Ana Sofía Sánchez         | 2:6, 6:3, 6:2  |
| 2.  | 29. Mai 2016       | La Bisbal  | ITF $10.000    | Sand      | Irine Burillo Escorihuela | 6:73, 6:1, 6:4 |
| 3.  | 22. Januar 2023    | Boca Raton | ITF W25        | Sand      | Lulu Sun                  | 6:2, 7:5       |
| 4.  | 6. August 2023     | Lexington  | ITF W60        | Hartplatz | Caroline Dolehide         | 1:6, 7:64, 7:5 |
| 5.  | 10. Dezember 2023  | Montevideo | WTA Challenger | Sandplatz | Diane Parry               | 7:5, 3:6, 6:4  |
| 6.  | 29. September 2024 | Templeton  | ITF W70        | Hartplatz | Usue Maitane Arconada     | 6:4, 6:3       |
| 7.  | 27. Oktober 2024   | Tyler      | ITF W100       | Hartplatz | Iva Jovic                 | 6:4, 6:2       |
| 8.  | 23. November 2024  | Charleston | WTA Challenger | Sandplatz | Hanna Chang               | 6:1, 7:64      |

### Doppel
| Nr. | Datum             | Turnier               | Kategorie      | Belag     | Partnerin                   | Finalgegnerinnen                                  | Ergebnis          |
| --- | ----------------- | --------------------- | -------------- | --------- | --------------------------- | ------------------------------------------------- | ----------------- |
| 1.  | 6. Dezember 2014  | Mérida                | ITF $25.000    | Hartplatz | Tatjana Maria               | Jan Abaza Hsu Chieh-yu                            | 7:61, 6:1         |
| 2.  | 13. Dezember 2014 | Mérida                | ITF $25.000    | Hartplatz | Tatjana Maria               | Andrea Gámiz Walerija Sawinych                    | 6:4, 6:1          |
| 3.  | 13. Juni 2015     | Charlotte             | ITF $10.000    | Sand      | Maria-Fernanda Alves        | Andrea Gámiz Ellen Perez                          | 6:4, 6:76, [10:8] |
| 4.  | 20. Juni 2015     | Manzanillo            | ITF $10.000    | Hartplatz | Zoe Gwen Scandalis          | Bárbara Gatica Stephanie Mariel Petit             | 6:1, 6:2          |
| 5.  | 18. Oktober 2015  | Rock Hill             | ITF $25.000    | Hartplatz | Ema Burgić Bucko            | Eliza Kostowa Florencia Molinero                  | 7:5, 6:2          |
| 6.  | 4. Dezember 2015  | Santiago              | ITF $25.000    | Sand      | Victoria Rodríguez          | Florencia Molinero Laura Pigossi                  | 6:2, 5:7, [10:7]  |
| 7.  | 2. April 2016     | León                  | ITF $10.000    | Hartplatz | Chanel Simmonds             | Sabastiani Leon Nazari Urbina                     | 6:0, 6:2          |
| 8.  | 3. Juni 2016      | Madrid                | ITF $10.000    | Sand      | Marcela Zacarías            | Andrea Raaholt Jasmina Tinjić                     | 6:4, 6:4          |
| 9.  | 29. Januar 2017   | Wesley Chapel         | ITF $25.000    | Sand      | Chanel Simmonds             | Elizabeth Halbauer Sofia Kenin                    | 6:2, 7:65         |
| 10. | 24. Juni 2017     | Ystad                 | ITF $25.000    | Sand      | Walentina Iwachnenko        | Quirine Lemoine Eva Wacanno                       | 6:3, 3:6, [10:5]  |
| 11. | 14. Oktober 2017  | Sevilla               | ITF $25.000    | Sand      | Luisa Stefani               | Estrella Cabeza Candela Andrea Gámiz              | 7:62, 7:63        |
| 12. | 4. November 2017  | Sant Cugat del Vallès | ITF $25.000    | Sand      | Luisa Stefani               | Olga Danilović Guiomar Maristany Zuleta de Reales | 6:1, 6:4          |
| 13. | 7. Juli 2018      | Rom                   | ITF $60.000+H  | Sand      | Laura Pigossi               | Anastasia Grymalska Giorgia Marchetti             | 6:1, 4:6, [13:11] |
| 14. | 28. Juli 2018     | Ashland               | ITF $60.000    | Hartplatz | Jovana Jakšić               | Sanaz Marand Whitney Osuigwe                      | 6:3, 5:7, [10:4]  |
| 15. | 26. Oktober 2019  | Cucuta                | ITF W25        | Sand      | Carolina Meligeni Alves     | Emiliana Arango Victoria Bosio                    | 6:1, Aufgabe      |
| 16. | 14. Mai 2022      | La Bisbal d’Empordà   | ITF W100+H     | Sand      | Victoria Jiménez Kasintseva | Alicia Barnett Olivia Nicholls                    | 6:4, 2:6, [10:8]  |
| 17. | 22. Juli 2023     | Granby                | ITF W100       | Hartplatz | Marcela Zacarías            | Carmen Corley Ivana Corley                        | 6:3, 6:3          |
| 18. | 25. Februar 2024  | Puerto Vallarta       | WTA Challenger | Hartplatz | Iryna Schymanowitsch        | Angelica Moratelli Camilla Rosatello              | 6:2, 7:61         |